# Лаврион
Ла́врион (греч. Λαύριον ή Λαύριο) — малый город в Греции, на юго-востоке Аттики. Расположен на высоте 10 метров над уровнем моря, на побережье залива Петалия Эгейского моря, напротив острова Макронисос, в 8 километрах к северо-востоку от мыса Сунион, в 26 километрах к юго-востоку от Афинского международного аэропорта «Элефтериос Венизелос» и в 42 километрах к юго-востоку от Афин. Административный центр общины (дима) Лавреотики в периферийной единице Восточная Аттика в периферии Аттика. В городе есть морской порт несколько меньше, чем Пирейский порт и порт Рафины. Недалеко от города находятся Лаврийские рудники. Население 7078 жителей по переписи 2011 года.
Город Эргастирия (Εργαστήρια) создан в 1879 году (ΦΕΚ 50Α), в 1908 году (ΦΕΚ 28Α) был переименован в Лаврион. Название получил по месту нахождения — у горы Лаврион или Лаврий (др.-греч. Λαύριον, Λαύρειον και Λαύρεον, лат. Laurium). Название Лаврион происходит от др.-греч. λαύρα «проход, ущелье» и связано с Лаврийскими рудниками.
Через город проходит национальная дорога 89 Сунион — Маркопулон.
Область Лавриона являлась одной из наиболее промышленно развитых в Аттике за пределами области столицы. Крупные предприятия Лавриона производили текстиль, химикаты, спички, изделия из металла, и в 1990-е годы приостановили свою работу, тысячи рабочих остались без работы, что создало социальное напряжение в Аттике. Причинами, способствовавшими развитию Лавриона, были его связь с сетью распределения электроэнергии в периферии Аттике перед Второй мировой войной, льготы для «провинциальной промышленности», которые были применены к Лавриону, близость к столице и другие. Однако это не предотвратило быстрый упадок области.

## Сообщество Лавреотики
В 1890 году (ΦΕΚ 162Α) была создана община Сунион с центром Эргастирия. В 1891 году (ΦΕΚ 333Α) община переименована в Лавреотики. В античной географии Лавриотика (др.-греч. Λαυρειωτική) — область горы Лаврион. В общинное сообщество входит 9 населённых пунктов. Население 9611 жителей по переписи 2011 года. Площадь 35,484 квадратного километра.
| Населённый пункт   | Население (2011), человек |
| ------------------ | ------------------------- |
| Айос-Ерасимос      | 281                       |
| Ано-Торикон        | 215                       |
| Эргатикес-Катикиес | 823                       |
| Торикон            | 227                       |
| Като-Посидония     | 397                       |
| Като-Сунион        | 127                       |
| Лаврион            | 7078                      |
| Легрена            | 289                       |
| Панормос           | 174                       |

## Население
| Год  | Население, человек |
| ---- | ------------------ |
| 1991 | 8908               |
| 2001 | 8699               |
| 2011 | ↘ 7078             |